# William Bonnet
William Bonnet é um ciclista francês membro da equipa Groupama-FDJ. Nasceu em 25 de junho de 1982 em Saint-Doulchard.

## Biografia
William Bonnet estreiou como profissional no ano 2005 com a equipa Auber 93. Na sua primeira temporada, conseguiu a sua primeira vitória ao sprint na primeira etapa da Paris-Corrèze. Destacou também no sprint da Châteauroux Classic de l'Indre, onde terminou no quarto posto
Em 2006 deixou a equipa Auber 93 para alinhar pela equipa ProTour Crédit Agricole. Nesse mesmo ano, participou na sua primeiro Volta a Itália, termina 5º do Grande Prémio de Fourmies e 3º do Grande Prémio de Valonia. No ano seguinte fez a sua primeira atuação no circuito ProTour, terminando 20º na Milão-Sanremo, 13º da Vattenfall Cyclassics. Também participa no seu primeiro Volta a França, que completou sendo 108º. Em 2008, faz outro bom papel na Vattenfall Cyclassics onde termina 7º. Duas semanas mais tarde, ganhou o Tour da Somme e o Grande Prémio de Isbergues, ganhando com facilidade em sprints de pequenos grupos.
Em 2009, deixa o Crédit Agricole pela equipa Bouygues Télécom devido à retirada do patrocinador de Crédit Agricole.
Após ter corrido o Volta a França, terminando em quatro etapas entre os dez primeiros, obtém a 11º posição na Vattenfall Cyclassics e o 4º posto no Grande Prémio de Plouay. Na sua primeira Volta a Espanha, acabou segundo em duas etapas, numa por trás do sprinter André Greipel e na outra etapa por trás de seu compatriota Anthony Roux.
Em 2011 alinhou pela equipa FDJ-Big Mat.

## Palmarés
2004 (como amador)
- Paris-Mantes-en-Yvelines

2005
- 1 etapa da Paris-Corrèze

2008
- G. P. da Somme
- Grand Prix d'Isbergues

2010
- 1 etapa da Paris-Nice

## Resultados em Grandes Voltas e Campeonatos do Mundo
| Corrida            | 2005 | 2006 | 2007 | 2008 | 2009 | 2010 | 2011 | 2012 | 2013 | 2014 | 2015 | 2016 | 2017 | 2018 |
| ------------------ | ---- | ---- | ---- | ---- | ---- | ---- | ---- | ---- | ---- | ---- | ---- | ---- | ---- | ---- |
| Volta a Itália     | -    | 111º | -    | -    | -    | Ab.  | -    | Ab.  | -    | -    | -    | -    | Ab.  | Ab.  |
| Volta a França     | -    | -    | 109º | 102º | 128º | -    | -    | -    | Ab.  | 158º | Ab.  | 127º | -    | -    |
| Volta a Espanha    | -    | -    | -    | -    | 109º | 111º | -    | 152º | -    | -    | -    | -    | -    | -    |
| Mundial em Estrada | -    | -    | -    | -    | -    | 86º  | -    | -    | -    | -    | -    | 8º   | -    | -    |

-: não participa 

Ab.: abandono

## Equipas
- Auber 93 (2005)
- Crédit Agricole (2006-2008)
- Bbox Bouygues Telecom (2009-2010)
- FDJ (2011-)
  - FDJ (2011)
  - FDJ-Big Mat (2012)
  - FDJ (2013-2018)
  - Groupama-FDJ (2018-)